# Eunice investigatoris
Eunice investigatoris är en ringmaskart som beskrevs av Fauvel 1932. Eunice investigatoris ingår i släktet Eunice och familjen Eunicidae. Inga underarter finns listade i Catalogue of Life.